# ريان وليامز (لاعب كرة قدم أمريكية)
ريان وليامز (بالإنجليزية: Ryan Williams)‏ هو لاعب كرة قدم أمريكية أمريكي، ولد في 9 أبريل 1990 في كولد سبرينغ في الولايات المتحدة.

## وصلات خارجية
- ريان وليامز على موقع مرجع كرة القدم المحترفة.كوم (الإنجليزية)